# ムスタファ1世
ムスタファ1世（Mustafa I, 1592年 - 1639年1月20日）は、オスマン帝国の第15代皇帝（在位：1617年11月22日 - 1618年2月26日、1622年5月10日 - 1623年9月10日）。メフメト3世の子でアフメト1世の弟。

## 生涯

### 即位前
1592年、メフメト3世とその夫人のハリメ・スルタンとの間に生まれた。1603年に父が死去すると兄のアフメト1世が後を継いだ。本来なら兄弟殺しの伝統でムスタファは殺されるかもしれなかったが、幽閉されるにとどまった。幽閉中、母のハリメや祖母のサフィエ・スルタンと会うこともあった。
兄の治世中、1603年から1617年の14年もの長い間幽閉された。その理由として兄のアフメト1世に、もしものことがあった時に備えることなどであった。これ以降、現スルタンが死去、あるいは退位したさいは、現存する王族のうち、最年長の者がスルタンを継ぐのが慣例となった。アフメト1世が即位した翌年にはオスマン皇子が生まれ、さらにその次の年にはメフメト皇子が生まれたが、ムスタファが「用済み」として改めて処刑されることはなかった。恐らくは、ムスタファが精神的な問題を抱えていたためなのと、父のメフメト3世が即位した時の19人の兄弟を殺害したことが人々の悲観を招き、兄弟殺しが避けられた一因だった。イスタンブールの世論はすでに政治家たちが無視できない要素となっていたのである。
その後ムスタファは殺されそうになったこともあるが、アフメト1世の妻のキョセム・スルタンの取りなしによって助かった。キョセムにはメフメト皇子という息子がおり、ここで兄弟殺しの伝統が復活した場合将来メフメト皇子が兄のオスマンの即位時に殺される可能性があったためである。

### 即位と廃位
1617年に兄のアフメト1世が死去した時、彼の皇子たちがスルタンになる資格がありその全員がトプカプ宮殿に住んでいたが、イスラム長老エサト・エフェンディと大宰相代理のソフ・メフメト・パシャらが率いる宮廷派閥は、アフメトの息子オスマンの代わりにムスタファを即位させることを決めた。この時ソフ・メフメト・パシャは、オスマン皇子は幼く、不人気になると主張し、一方で黒人宦官ムスタファ・アガはムスタファ皇子の精神的な問題を理由に反対したが、結局前者の意見が採用された。
ムスタファの即位によって、いままでのオスマン帝国のスルタンの継承の法則が変わり、初めて息子ではなく兄弟に王位が引き継がれた。ムスタファの母親の母のハリメ・スルタンは息子の精神状態がよくなかったのをいいことに母后として大きな力を行使した。
その一方で定期的な社会的接触がムスタファの精神的健康を改善することが期待されたが、全くの期待はずれであった。彼は大宰相の髭やターバンを引っ張ったりするなどし、当時の史家のイブラヒム・ペチェビは「このような状況は国民に見られており、心理的に混乱していることを見破られていた。」と記録している。彼の行動は変わらなかったため、翌1618年、在位3ヶ月で退位させられることとなった。

### 二度目の即位
ところが1622年に後任で甥のオスマン2世がイェニチェリに殺害されると再び即位することとなった。この時も実権は母のハリメ・スルタンが握っていた。
しかしその後も政治的に不安定な状況が続き、イェニチェリと騎兵隊の間の紛争と、それに続くエルズルム州総督のアバザ・メフメド・パシャがオスマン2世の殺害に反発し蜂起したとき、これに対処するために大宰相のカラ・ダヴド・パシャを処刑することで混乱を収めようとしたがアバザ・メフメド・パシャは反乱を続けたため、新たな大宰相ケマンケシュ・アリ・パシャがハリメ・スルタンに息子を退位させるように説得し、ハリメはムスタファの命の保障を条件にこれに同意した。
その後アフメト1世とキョセムの息子である11歳のムラト4世が1623年に即位し、ムスタファは母親と共に旧宮殿に送られた。

### 死去
ムスタファは1639年に死去した。一説によると、甥のムラト4世がオスマン家を終わらせ、母親のキョセム・スルタンが権力振るうのを阻止するため、処刑したという。別の説では、彼は48年間の人生のうち34年間幽閉されたことが原因で、てんかんで亡くなったという。遺体はアヤソフィアの中庭に埋葬された。

## 人物
女が自らの視界に入ることすら忌み嫌うほど極端に嫌悪していて、女を一切自分の側へ寄せつけることはなかったため、皇子女は一人も残していない。また、ポケットに入れた金貨銀貨を振り撒くという奇行をしていた。

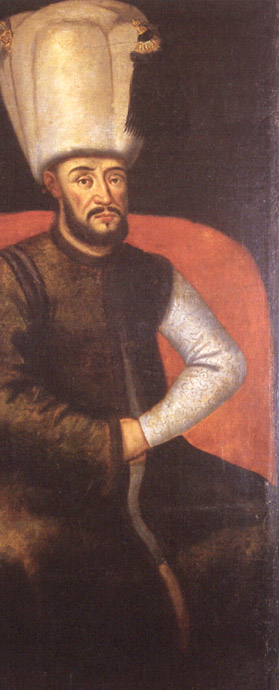
ムスタファ1世